# Demétrio, o Cínico
Demétrio (em grego clássico: Δημήτριος) ou Demétrio de Corinto foi um filósofo cínico de Corinto que viveu em Roma durante os reinos de Calígula, Nero e Vespasiano. É mencionado por Tácito e Luciano de Samósata embora a maior parte do testemunhos provém de seu amigo Sêneca.
Ele era o amigo de Sêneca, que escreveu sobre ele muitas vezes e que o descreve como o homem perfeito:
Demétrio, parece ter sido colocado pela natureza em nossos tempos para provar que não se pode nem corrompê-lo nem ser corrompido por ele; um homem de sabedoria consumada, embora ele mesmo negue isso, constante aos princípios que professa, de uma eloqüência digna para lidar com os assuntos mais poderosos, desprezando meros floreios e sutilezas verbais, mas expressando com espírito infinito, as idéias que o inspiraram.— Sêneca, De Beneficiis, vii. 8